# 高田清美
高田清美（日语：／ Takada Kiyomi），是由大场鸫原作，小畑健作画的日本漫画《死亡笔记》的女性角色。高田第一次登场时是夜神月的大学同学，两人曾短暂地进行过约会。当她后来再次出现在后续的故事中时，高田已经是知名的新闻主播，并作为“基拉”的代言人而事实上成为了夜神月的协助者。高田在发现基拉的真实身份其实就是她的前男友后，她当即带着充满荣誉和愉快的心情接受了这个现实。
在经原著改编的动画版中，高田最初由岡村麻純配音，其后登场则主要由坂本真绫配音；加拿大演员希瑟·多克森在英语版动画中为她配音。2006年上映的日本真人版电影《死亡笔记：最后的名字》中，高田这一角色由片濑那奈饰演。

## 角色构思
高田清美被设计为一个与主角夜神月很相配的角色，在这个基础上她被赋予了校园偶像及才女的身份，大场鸫认为她的意外死亡为该系列增添了不可预测性。原本计划将高田安排与梅洛以及尼亚同时登场，但由于大场在中途遗忘了她，直到他准备接受《周刊少年Jump》采访时才觉得自己可能将重新引入这一角色，因为他无法忘记“清純的高田”。
小畑健觉得自己对高田的大学生设定没有太多的考虑，只是他在设计女性角色方面有难度；他发现展现高田作为成熟女性的一面很困难，小畑最终将高田绘制为着正装的形象以配合她作为新闻播音员的工作。她的生日设定是1985年7月12日，动画中她的声音原本较为沙哑，后来发展为更加成熟、女性化的声音；这是为了给人一种她作为夜神月的同伴一起变得成熟的印象，同时也让她最后死于夜神之手的结局显得更令人惊讶。

## 作品表现
在真人版电影《死亡笔记：最后的名字》中，高田由片濑那奈饰演，该电影用高田填补火口卿介在漫画中所扮演的角色。影片的导演金子修介表示，高田在“提醒我们死亡笔记的邪恶力量”方面具有重要意义；而片濑那奈卷将她在剧中的表现描述为“一段可怕的遭遇”，片濑声称她和电影中的高田都具有“强烈的正义感”，但片濑表示她反对基于这些理想就去杀任何人。
动画版OVA《死亡笔记：L的继承者》中，夜神月与高田、魅上照的会面情节被移動到比漫画、动画中更早的时间，黑手党的情节则被省略；因此，杀死SPK的任务变成了高田与魅上照来执行。

## 评价反响
漫画书资源网的评论员汉娜·吉莫斯曾写道：“就性格而言，高田清美并不是作品中最受喜爱的角色，因为她的表现与一个完全被夜神月所利用的人相差无几。然而，这不能忽略她那近乎无可挑剔的时尚感；作为电视知名主持人，她必须确保自己看起来非常敏锐，并随时为可能的采访做好准备。”
另一位该网站的作家索纳尔评价道：“《周刊少年Jump》因不擅长描写女性角色而饱受批评，高田只是其中成千上万的受害者之一。她性格的问题在于，她被设定为一个极其聪明的人，却并没有让观众发现能体现她有多聪明的地方。更糟糕的是，她被认为是基拉的崇拜者，因此除此之外，她并没有其他鲜明特征。”